# Forpus modestus
Il pappagallino beccoscuro (Forpus modestus Gray, 1859) è un uccello della famiglia degli Psittacidi. Simile al F. coelestis, ha banda alare blu molto marcata, becco nero, taglia attorno ai 13 cm ed è censito in due sottospecie molto simili tra loro: F. m. modestus e F. m. eidos. Distribuito in un vasto areale, tra i 1500 e i 1800 metri di quota, è presente in Bolivia, Guyana, Venezuela, Brasile, Colombia, Ecuador e Perù.